# Shi Yiting
Pour les articles homonymes, voir Shi.
Shi Yiting, née le 17 octobre 1997 à Chenzhou, est une athlète handisport chinoise concourant dans la catégorie T36 pour les athlètes atteints de paralysie cérébrale

## Carrière
Après avoir débuté l'athlétisme en 2013, elle fait ses débuts internationaux lors des Jeux paralympiques d'été de 2016 à Rio de Janeiro où elle remporte l'or sur le 200 m T36 devant la Coréenne Jeon Min-jae et l'Allemande Claudia Nicoleitzik.
L'année suivante, elle bat le record du monde vieux de neuf ans du 100 m T36 en 13 s 68 et rafle l'or lors des Mondiaux à Londres. Elle bat l'Argentine Yanina Martínez et la Coréenne Jeon Min-jae. Elle remporte aussi l'or sur le 200 m T36.

## Palmarès
| Date | Compétition           | Lieu           | Place | Course | Temps        |
| ---- | --------------------- | -------------- | ----- | ------ | ------------ |
| 2016 | Jeux paralympiques    | Rio de Janeiro | 1re   | 200 m  | 28 s 74      |
| 2017 | Championnats du monde | Londres        | 1re   | 100 m  | 13 s 68 (WR) |
| 2017 | Championnats du monde | Londres        | 1re   | 200 m  | 28 s 92      |